# Ангел Ончевски
Ангел Гоше Ончевски (на македонска литературна норма: Ангел Гоше Ончевски) е офицер, генерал-майор от военновъздушните сили на Югославската народна армия.

## Биография
Роден е на 30 октомври 1933 г. във Велес, тогава в Кралство Югославия. Завършва основно образование през 1944 г. и гимназия през 1952 г. През 1955 г. завършва Военновъздушната академия в Югославия. В периода 1955 – 1961 г. е пилот в различни гарнизони. Между 1961 и 1964 г. е командир на отделение. От 1964 до 1968 г. е помощник-командир в летателен полк. Между 1968 и 1971 г. е командир на изтребителна ескадрила. През 1970 г. завършва Команднощабната академия на Военновъздушната и противовъздушната отбрана. От 1971 до 1972 г. е началник-щаб на изтребителен полк. Между 1972 и 1973 г. е командир на 83-и изтребителен авиационен полк. В периода 1973 – 1976 г. е помощник-командир по летателната част на 1-и въздушен корпус. От 1976 до 1979 г. е началник на отделение за регулации в Командването на Военновъздушната и противовъздушната отбрана. Между 1979 и 1982 г. е началник на отдела за регулации при заместник-началника на Генералния щаб на Военновъздушната и противовъздушната отбрана. В периода 1982 – 1985 г. е началник на катедрата по противовъздушна отбрана в Команднощабната академия на Военновъздушната и противовъздушната отбрана. От 1990 до 1992 г. е началник на Управлението на авиацията при заместник-началника на Генералния щаб на Военновъздушната и противовъздушната отбрана. Част е от сдружението на македонците в Белград - Македониум.

## Военни звания
- Поручик (1955)
- Капитан (1962)
- Капитан 1 клас (1965)
- Майор (1968)
- Подполковник (1972)
- Полковник (1977)
- Генерал-майор (1987)

## Награди
- Медал за военни заслуги, 1959 година
- Орден за военни заслуги със сребърни мечове, 1963 година;
- Орден за храброст, 1965 година;
- Орден на Народната армия със сребърна звезда, 1970 година;
- Орден за военни заслуги със златни мечове, 1976 година;
- Орден на Народната армия със златна звезда, 1980 година;
- Орден на братството и единството със сребърен венец, 1985 година.
- Орден за военна заслуга с голяма звезда, 1991 година[2]